# Friedrich Karl Peltzer

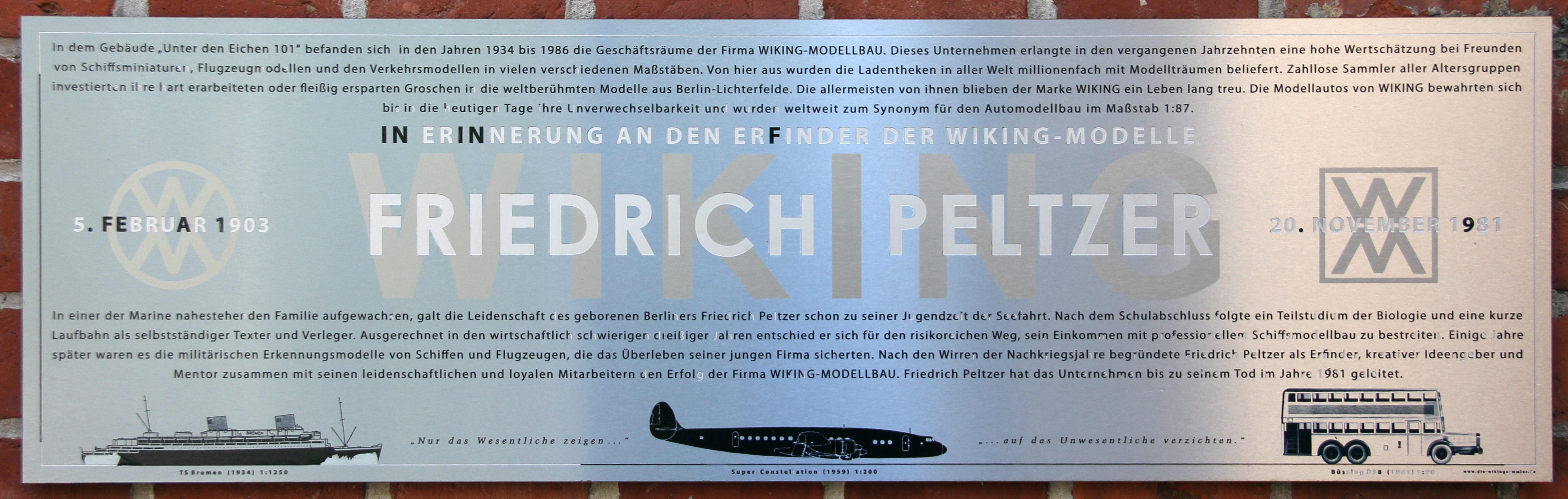
Gedenktafel am Haus Unter den Eichen 101, in Berlin-Lichterfelde

Friedrich Karl Peltzer (* 5. Februar 1903 in Berlin; † 20. November 1981) ist Firmengründer des Schiffsmodell- und Fahrzeugmodell-Herstellers Wiking.
Da sein Vater als Marineoffizier in Kiel stationiert wurde, war diese Hafenstadt für viele Jahre Peltzers Heimat. Schon während seiner Jugend bastelte er aus dem Holz von Zigarrenschachteln einfache Schiffsmodelle. Nach dem Abitur im Jahr 1921 studierte er Biologie und Kunst, musste jedoch das Studium aus finanziellen Gründen wieder abbrechen. Danach verdiente er seinen Lebensunterhalt mit der Herausgabe von Tierkalendern und der Zeitschrift Das Tier im selbst geführten gleichnamigen Verlag. Dieser wurde ab 1935 von dem Ulmer Verlag Dr. Karl Höhn weitergeführt, nachdem sich Peltzer endgültig dem Modellbau zugewandt hatte. Zu seinen letzten literarischen Arbeiten gehört der Gedichtband Gefühlssplitter.
Mit Hilfe eines dänischen Freundes begann er Anfang der 1930er Jahre kleine Modellschiffe aus Metall zu bauen. Im Jahr 1936 wurde „Wiking Modellbau Peltzer & Peltzer“ in Berlin ins Handelsregister eingetragen. Das zweite Peltzer steht hierbei für seine Frau Hedwig Maria Peltzer, die er 1927 geheiratet hatte. Zuerst produzierte die Firma Wiking Modellschiffe im Maßstab 1:1250 als sogenannte „Wasserlinien-Modelle“, später auch Modelle von Flugzeugen, Fahrzeuge und Wehrmachts-Einheiten im Maßstab 1:200. Einer der Kunden war die Wehrmacht, die die Modelle zur Schulung und taktischen Planung verwendete.
Durch die Einstufung seiner Firma als kriegswichtigen Betrieb konnte Friedrich Peltzer seine Einberufung lange hinauszögern, erst im letzten Kriegsjahr wurde er zur Marine eingezogen. Er geriet in britische Gefangenschaft, aus der er jedoch bald wieder freikam. 1945 gründete er das Transportunternehmen Peltzer-Transporte, das er 1948 jedoch wieder aufgab.
Während der letzten Tage des Zweiten Weltkrieges wurde die Produktionsstätte von Wiking in Berlin stark beschädigt. Die Formen konnten jedoch vorher ausgelagert werden. Nach dem Krieg produzierte Peltzer die sogenannten „Verkehrsmodelle“ – Personenwagen, Lastwagen, Omnibusse und Zubehör für den Verkehrsunterricht, zunächst im Maßstab 1:100, später dann im angenäherten H0-Maßstab (1:90), um sie für die handelsüblichen Modelleisenbahnen passend zu machen. Das war entscheidend für Wiking, da Modelleisenbahnen in den 1950er Jahren sehr beliebt waren und die Kunden nach Zubehör Ausschau hielten. Wiking war bis 1978 (Einstieg von Herpa in den Markt für H0-Automodelle) ein Quasi-Monopolist in diesem Bereich.
Friedrich Peltzer starb am 20. November 1981 in Berlin an den Folgen eines am Vortag erlittenen Schlaganfalls. Er liegt begraben auf dem Waldfriedhof in dem Kurort Malente in der Holsteinischen Schweiz, wo er seit den 1950er Jahren mit seiner Frau ein Wohnhaus besaß.